# Witaj w domu panie Jenkins
Witaj w domu panie Jenkins (ang. Welcome Home, Roscoe Jenkins) – amerykański film komediowy z 2008 roku.

## Fabuła
Czarnoskóry prezenter telewizyjny Roscoe Jenkins, po wielu latach przyjeżdża wraz z synem i narzeczoną do swojego rodzinnego domu. Jest zdziwiony, że na krewniakach nie robią wrażenia jego dokonania i popularność. Do domu Jenkinsów przyjeżdża również Clyde, z którym Roscoe od najmłodszych lat rywalizował.

## Główne role
- Martin Lawrence - Dr. RJ Stevens/Roscoe Steven Jenkins
- Joy Bryant - Bianca Kittles
- James Earl Jones - Roscoe Steven „Papa” Jenkins
- Margaret Avery - Mama Jenkins
- Mike Epps - Reggie Jenkins
- Mo’Nique - Betty Jenkins:
- Cedric the Entertainer - Clyde Stubbs
- Nicole Ari Parker - Lucinda Allen
- Michael Clarke Duncan - Otis Jenkins
- Liz Mikel - Ruthie Jenkins
- Brooke Lyons - Amy
- Louis C.K. - Marty